# Бес противоречия
«Бес противоре́чия», или «Де́мон извращённости» (англ. The Imp of the Perverse) — рассказ американского писателя Эдгара Аллана По, опубликованный в Graham's Magazine в 1845 году. В произведении раскрывается проблема аутоагрессивного поведения, психологического феномена, который автор метафорически изобразил в виде терзающего человека «беса противоречия». Герой рассказа, от лица которого ведётся повествование, объясняет свою тягу к саморазрушению внутренним искушением поступать определённым образом именно потому, что так поступать нельзя.

## Сюжет
Действие происходит в тюремной камере, где приговорённый к смертной казни рассказчик объясняет неизвестному слушателю, как он оказался в таком положении. Возбуждённое психическое состояние рассказчика наталкивает на мысль о возможной ненадёжности его слов. Тем не менее герой признаётся, что он является лишь одной из бесчисленного множества жертв «Беса противоречия», феномена, который заставляет людей совершать разрушительные для самих себя поступки. Для него этим поступком стало публичное признание в убийстве.
Зная, что жертва имеет привычку читать перед сном в плохо проветриваемом помещении, рассказчик убивает человека с помощью свечи, выделяющей ядовитые пары. Не найдя на месте преступления никаких улик, коронер заключает, что смерть наступила «от руки Божьей». Унаследовав имение убитого, рассказчик в течение многих лет наслаждается своим новым положением, будучи уверенным в недоказуемости своей вины.
Рассказчик остаётся вне подозрений, пока мысли о собственной безопасности не становятся навязчивыми. Он успокаивает себя, повторяя сначала едва слышно, затем вполголоса: «Нечего бояться». Позже он ловит себя на мысли, что его безопасности ничего не угрожает, только если он сам по своей же глупости не сознается в преступлении. Им овладевают неконтролируемые мысли, подталкивающие его на признание, в возможность которого он до конца не может поверить. Рассказчик бежит по улицам города, вызывая подозрение прохожих, которые начинают его преследовать. В конце концов, не в силах справиться с искушением, он останавливается и, почувствовав, как «невидимый дьявол» ударяет его в спину, выкрикивает признание. Его судят и приговаривают к смертной казни через повешение.

## Анализ
Преамбула «Беса противоречия» имеет форму эссе. Ранее у По этот композиционный приём применялся в рассказе «Преждевременное погребение». Таким образом более важную составляющую в рассказе представляет не сюжет, а теоретические основы описываемого феномена
Мы стоим на краю пропасти. Мы глядим в бездну — у нас кружится голова — нам дурно. Наше первое движение — отступить от опасности. Непонятным образом мы остаёмся. <…> Среди страстей нет страсти более дьявольской и более нетерпеливой, чем та, которую испытывает человек, когда, содрогаясь над пропастью, он хочет броситься вниз. Позволить себе, хотя на одно мгновенье, думать, — означает неминуемую гибель; ибо размышление велит нам воздержаться, и потому-то, говорю я, мы не можем.
В рассказе говорится о том, что у всех людей есть склонность к саморазрушению, в том числе у рассказчика. Его признание в убийстве мотивировано не чувством вины или раскаяния, а неконтролируемым желанием рассказать о своём злодеянии, осознавая при этом, что так делать ни в коем случае нельзя. По был одним из первых, кто обратил внимание на подобное отклонение человеческой психики. Его симптоматика схожа с той, которую современные психологи относят к обсессивно-компульсивным расстройствам. «Беса противоречия» можно считать одной из первых попыток описания таких психологических понятий, как подсознание и вытеснение, которые позднее были теоретизированы Зигмундом Фрейдом.
Многие герои По демонстрируют неспособность противостоять «бесу противоречия», в том числе убийца в «Чёрном коте» и рассказчик в «Сердце-Обличителе». Противоположность этому импульсу наблюдается в герое детективных рассказов По — Огюсте Дюпене, который в своих поступках и рассуждениях строго рационален и логичен. Одно из самых ранних упоминаний этого психологического явления (тогда ещё не имевшего названия) можно найти в «Повести о приключениях Артура Гордона Пима». В одной из сцен главный герой превозмогает чрезвычайно сильное желание сброситься вниз с отвесной скалы.
Многие критики и биографы Эдгара По сходятся во мнении, что сам писатель был жертвой беса противоречия. Джеффри Мейерс предполагал, что По написал этот рассказ, чтобы в какой-то мере оправдать собственные поступки, направленные во вред себе (в том числе проблемы с алкоголем). Джеймс Хатчиссон писал о том, что этот рассказ отражал чувства, терзавшие писателя в период острой вражды с Г. У. Лонгфелло и литературным обществом, поскольку был написан именно в это время. Через три месяца после публикации «Беса» По, будучи известным писателем, во время одной из лекций прочитал свою раннюю поэму «Аль Аарааф», выдав её за новое творение, которое так ждала публика. Бостонское литературное сообщество было возмущено розыгрышем. Биограф Дэниел Стэшовер предположил, что именно собственный бес противоречия заставил По совершить такой странный поступок, в результате которого его репутация пострадала.

## Критика
В 1845 году в Broadway Journal По писал о том, что «Бес противоречия» получил жёсткую оценку от журнала Nassau Monthly. Назвав рассказ «чепухой», автор критической статьи отметил, что цепочку рассуждений По и его философскую идею было трудно проследить. «Он мечется от дебрей френологии к дебрям трансцендентализма, потом уходит в метафизику в широком её понимании; затем, спустя множество скучных страниц, бросается в открытое пространство индуктивных философских суждений, пока наконец не загоняет беднягу в угол и самим безжалостным образом не убивает его, затыкав до смерти длинной палкой».

## Публикации
«Бес противоречия» был опубликован в 1845 году в июльском выпуске Graham’s Magazine. В 1846 году слегка переработанная версия рассказа была включена в подарочное издание книги May-Flower, выпущенной одним из бостонских изданий.